# Culicoides corsoni
Culicoides corsoni är en tvåvingeart som beskrevs av Ingram och John William Scott Macfie 1921. Culicoides corsoni ingår i släktet Culicoides och familjen svidknott.
Artens utbredningsområde är Ghana. Inga underarter finns listade i Catalogue of Life.